# 陳公陞
陳公陞（1493年—？），字伯舉，號南江，福建福州府閩縣人，明朝政治人物。

## 生平
正德十四年（1519年）己卯科福建鄉試第一名舉人。嘉靖八年（1529年），登進士第三甲第一百三十名。授知縣，歷官刑部主事，十五年十月因张延龄案被降杂职，贬典史。嘉靖二十一年（1542年）任直隸溧水縣知縣，歷升温州府同知、南兵部郎中、建昌知府、九江兵备副使。

## 家族
曾祖陳通；祖父陳憲，曾任南京禮部主事；父陳正謨。母張氏（旌表節婦）。

## 生平
- 明朝解元列表

| 官衔          | 官衔                                      | 官衔          |
| ------------- | ----------------------------------------- | ------------- |
| 前任： 劉良卿 | 明朝江都縣知縣 1530年－1536年             | 繼任： 王維賢 |
| 前任： 謝庭𦶜 | 明朝溧水縣知縣 嘉靖二十一年（1542年）上任 | 繼任： 鄧 巍  |
| 前任： 马森   | 九江兵备道                                | 繼任： 陈洪濛 |